# Liszteskék
A liszteskék vagy molytetvek (Aleyrodidae) öregcsaládja a növénytetvek (Sternorrhyncha) alrendjébe tartozik. Egyetlen család, az Aleyrodidae tartozik ide. Más rendszerezés szerint a növénytetvek rendjének alrendje Aleyrodina néven. Korábban (Chinery, Riley) a poloskák (Homoptera) egyik alrendjének tekintették őket.

## Elterjedésük
Az öregcsalád egyetlen családjának 1200 faját tartják nyilván; ezek közül Magyarországon 400-at mutattak ki.

## Megjelenésük, felépítésük
Törékeny, parányi (legfeljebb 2 mm-es), molylepkére emlékeztető növénytetvek. Szárnyaik majdnem egyforma hosszúak és fehér, lisztszerű finom viaszos por vonja be őket. Nyugalmi helyzetben szárnyaikat a hátukra borítják. Az imágók potrohának viaszmirigyeiben termelt és lábaikkal porrá tört finom viaszfonalak törmelékét szórják szárnyukkal a testükre. A bevonat miatt a friss példányokon a gyengén fejlett, csupán 1-2 hosszanti érből álló szárnyerezet alig látható.
A csápízeik száma 7, rendszerint a 3. íz a leghosszabb.
A combjaik vékonyak és hosszúak. Kéz lábfejízük van.
Az utolsó, 4. lárvastádiumban a lárvát kitines burok veszi körül.
Az egyes fajok elkülönítéséhez bölcsők (puparium) tanulmányozása szükséges.

## Életmódjuk, élőhelyük
Növényi nedvekkel táplálkoznak, ezért nem ritkán növényi kártevőknek minősítik őket.

### Szaporodásuk
Többnyire szűznemzéssel szaporodnak; petéiket nyélre rakják le. Lárváik az első stádiumban mozgékonyak, a további három lárvastádiumban helyben maradnak a levél fonákjához rögzülve, és a pajzstetvekére emlékeztető, vastag viaszréteget választanak ki maguk köré. Az utolsó lárvastádiumból bábbá alakulnak, és abban alakulnak át imágóvá. Érdekesség, hogy a báb képes táplálkozni.

## Ismertebb fajok
Közép-Európában előforduló összes liszteske faj az Aleyrodidae családba tartozik:
- kerti lisztecske (Aleurochiton aceris).
- üvegházi molytetű (Trialeurodes vaporariorum)
- dohány molytetű (Bemisia tabaci)
- közönséges liszteske (Aleyrodes proletella)
- citrus molytetű (Dialeurodes citri)
- gyapjas citrus molytetű (Aleurothrixus floccosus)